# Yorokobi no Uta
Yorokobi no Uta (喜びの歌?, "Canzone di gioia") è un brano musicale della boy band giapponese KAT-TUN, estratto come primo singolo dall'album KAT-TUN III: Queen of Pirates. È stato pubblicato il 6 giugno 2007 ed è il quarto singolo consecutivo del gruppo ad arrivare alla prima posizione della classifica Oricon dei singoli più venduti in Giappone.

## Tracce
CD singolo JACA-5051
1. Yorokobi no Uta (喜びの歌) - 4:02
2. Your Side - 3:32
3. Yorokobi no Uta (喜びの歌) (Instrumental) - 4:02
4. Your Side (Instrumental) - 3:32

Durata totale: 15:14

## Classifiche
| Classifica (2007)                        | Posizione più alta |
| ---------------------------------------- | ------------------ |
| Giappone (Classifica settimanale Oricon) | 1                  |